# 宁远之战
宁远之战是發生於宁远卫（今遼寧兴城）。天啟六年正月（1626年）明朝和后金之间进行的一场战役，明军取得勝利，后金軍戰败，这也是明军首次在城市攻防战中打敗後金軍。明朝方面称之为“宁远大捷”。

## 戰爭經過
天启五年十月（1625年），刚在蒙古取得胜利的后金天命汗努尔哈赤，得知明朝易帅，遂提前回师，大力筹措攻明准备。于天启六年正月（1626年），努尔哈赤亲率大军，直扑山海关而来。得知宁远有人据守，遂派遣使者，入宁远往告：“吾以二十万兵攻此城，破之必矣！尔众官若降，即封以高爵。”宁远道袁崇焕答曰：“汗何故遽加兵耶？宁、锦二城，乃汗所弃之地，吾恢复之，义当死守，岂有降理！乃谓来兵二十万，虚也，吾已知十三万，岂其以尔为寡乎！”宁远守将袁崇焕，偕总兵满桂，副将左辅、朱梅，参将祖大寿，守备何可纲等人，集将士誓死守御宁远。袁崇焕“刺血为书，激以忠义，为之下拜，将士咸请效死”。又部署官兵，分城防守，画定责任：总兵满桂守东面，副将左辅守西面，参将祖大寿守南面，副总兵朱梅守北面；满桂提督全城，分将画守，相互援应。袁崇焕则坐镇于城中鼓楼，统率全局，督军迎敌。
宁远卫城居遼西走廊之中，“内拱岩关，南临大海，居表里之间，屹为形胜”，宣德三年（1428年）置宁远卫，嘉靖四十三年（1564年），副使陈绛重修，计官军6814名。天啟六年（1626年）正月十四日，後金軍（共40万）連續攻陷錦州、松山、大小凌河、杏山、連山和塔山等7城，接著集中兵力进攻袁崇焕镇守的宁远卫。虽然此时守城明军兵力不足1万，但明军调整战术凭坚据守，袁崇焕采用茅元仪、王喇嘛等建议，使用了从澳门进口的葡萄牙制造的红夷大炮。明军将11门红夷大炮入城安置，並遣孫元化等人训练炮手。战斗中明军以城护炮，以炮卫城，“从城上击，周而不停，每炮所中糜烂，可数里”。结果明军挫败后金军进攻，“火星所及，无不糜烂”，“炮过处，打死北骑无算”，“攻具焚弃，丧失殆尽”，后金军退到西南侧离城五里的龙宫寺扎营。儘管受制当时火炮技术水平，后不乏有怀疑此为虚报战功之词；然而首先綜觀明清雙方史料紀載都有證明此次戰役的戰果，第二點則是幾次諸如薩爾滸之戰、渾河之戰等交鋒紀錄足以證明明軍火力優勢只要人員素質充足下確實能給予後金軍毀滅性傷亡、反之亦然，最後考慮到其他諸如布萊登菲爾德戰役等同一年代的戰役也不乏文獻證明當代火炮只要對手戰術錯誤或失誤、砲兵人員素質足夠以及指揮官戰術使用得當確實能造成毀滅性傷亡來看，戰果確實有相當的可信度。
后金军围宁远数日不克，分兵进攻明军粮料重地覺華島，守岛明军全员战死，岛上民众被屠杀，粮食储备被焚（今遼寧興城菊花島）。
袁崇焕派景松和马有功疾驰山海关，报告经略高第战况。高第急奏朝廷：“奴贼攻宁远，炮毙一大头目，用红布包裹，众贼抬去，放声大哭。分兵一支，攻覺華島，焚掠粮货。”。张岱《石匮书后集》中记载：“炮过处，打死北骑无算，并及黄龙幕，伤一裨王。北骑谓出兵不利，以皮革裹尸，号哭奔去。”朝鲜人李星龄所著《春坡堂日月录》记载宁远之役“自城外遍内外，土石俱扬，火光中见胡人，俱人马腾空，乱坠者无数，贼大挫而退。”清朝史家認為大頭目極可能是努爾哈赤，8個月後努爾哈赤很可能因炮弹命中伤情不治而逝世，终年69岁。清人所撰书中称：努尔哈赤“自二十五岁征伐以来，战无不胜，攻无不克，惟宁远一城不下，遂怀忿恨”。也有历史学家对此表示怀疑，因为宁远之战后的8个月努尔哈赤仍在征战，并没有因此战负伤過重而無法上陣的记载。该役被明朝称为“宁远大捷”。

## 戰役之後
宁远之役，就总体而言，就战术而论，历史的结论是：努尔哈赤兵败宁远。明朝与后金的宁远之战，以明朝的胜利和后金的失败而结束。明朝由“宁远被围，举国汹汹”，到闻报宁远捷音，京师士庶，空巷相庆。
宁远大捷是明朝从抚顺失陷以来的第一个较大规模的胜仗（毛文龙镇江大捷的规模较小并存在争议）；兵部尚书王永光向皇帝盛赞袁崇焕的功绩，称“辽左发难，各城望风奔溃，八年来贼始一挫，乃知中国有人矣！盖缘道臣袁崇焕平日之恩威有以慑之维之也！不然，何宁远独无夺门之叛民、内应之奸细乎？本官智勇兼全，宜优其职级，一切关外事权，悉以委之。”；也是“遏十余万之强虏，振八九年之积颓”的一个大胜仗。明天启帝旨称：“此七八年来所绝无，深足为封疆吐气！”。
与明相反，努尔哈赤原议师略宁远城，夺取山海关，不料败在袁崇焕手下。时袁崇焕43岁，初历战阵；努尔哈赤已68岁，伤病满身。努尔哈赤在宁远遭到用兵44年来最严重的惨败。
清朝官修《明史》评价宁远之战的意义说，自后金起兵伐明，攻无不克，明朝诸将无人敢考虑守城而战胜后金的可能性，这直到宁远之战才得以改变。